# Tatjana Iossifowna Goldfarb

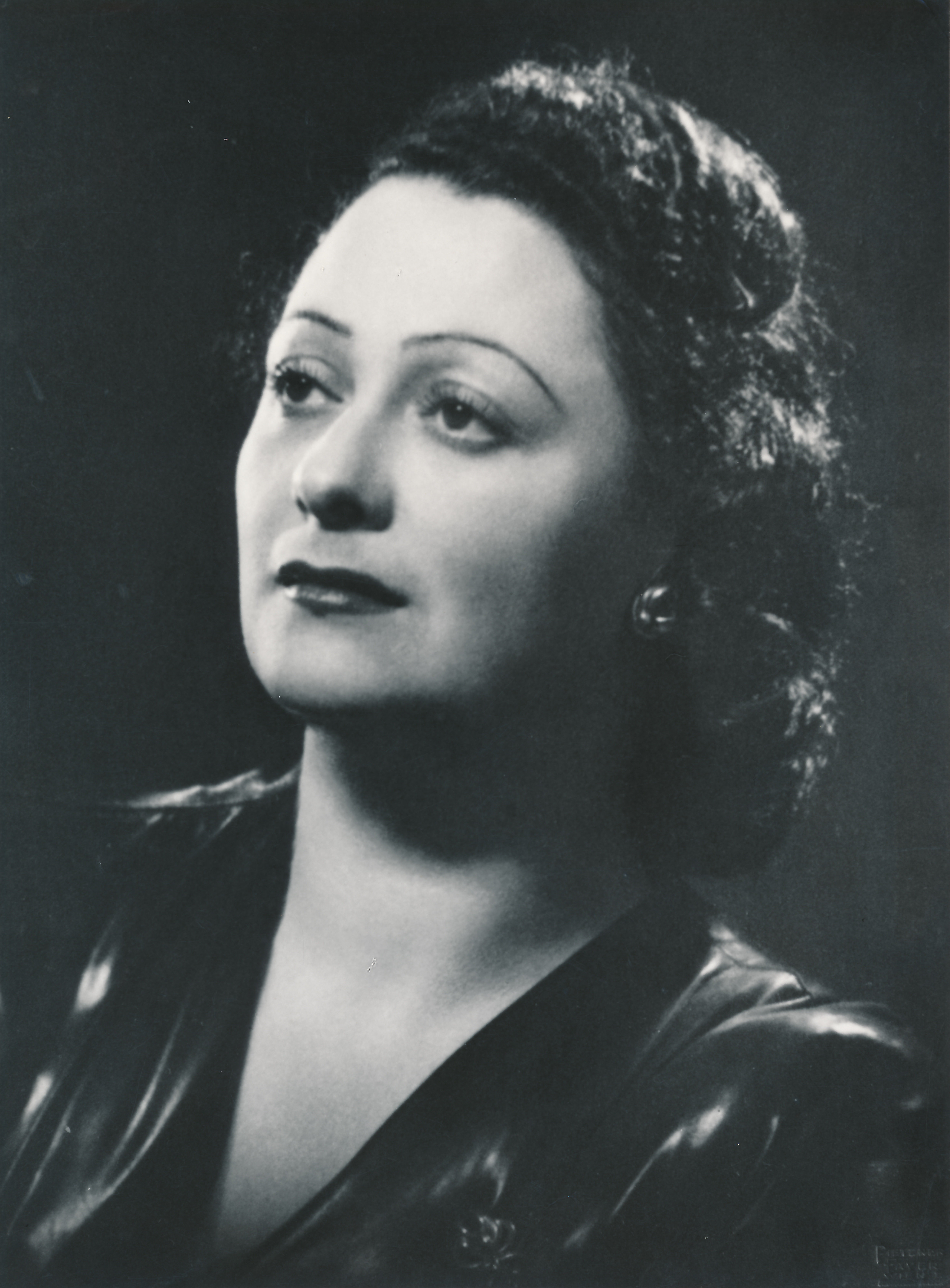
Tatjana Goldfarb

Tatjana Iossifowna Goldfarb (russisch Татьяна Иосифовна Гольдфарб, wiss. Transliteration Tat'jana Iosifovna Gol'dfarb, * 27. November 1914 in Odessa; † 17. November 1964 in Tiflis) war eine sowjetische klassische Pianistin und Klavierpädagogin.

## Leben und Werk
Tatjana Goldfarb studierte am Konservatorium Odessa in der Klasse von Berta Michailowna Reingbald Klavier. Nach ihrem Studienabschluss 1932 wurde sie Solistin der Philharmonischen Gesellschaft Odessa. Von 1935 bis 1938 absolvierte Goldfarb ein Aufbaustudium bei Abram Lufer in Kiew und war zeitgleich an der Nationalen Philharmonie als Solistin tätig. Anschließend ging Goldfarb nach Moskau, besuchte bis 1941 die Klasse von Heinrich Neuhaus am Moskauer Konservatorium und war bis 1964 für die Moskauer Philharmonie tätig. Ab 1958 bis zu ihrem Tod 1964 unterrichtete Goldfarb am Konservatorium Tiflis.
1937 erreichte Goldfarb beim 3. Internationalen Frederic Chopin Klavierwettbewerb in Warschau einen 9. Platz. Goldfarbs Repertoire umfasste neben der klassischen und zeitgenössischen Klavierliteratur insbesondere  Werke der ukrainischen Komponisten Lewko Rewuzkyj und Wiktor Kossenko.
„Musikkritiker stellten heraus, dass Goldfarb sich durch "ein großes musikalisches Talent", "brillante Technik", "große Ausdruckskraft" und ein "gesundes Forte, das ohne offensichtliche physische Spannung" erreicht wurde, auszeichnete.“